# 790-799
De jaren 790-799 (van de christelijke jaartelling) zijn een decennium in de 8e eeuw.

## Meerjarige gebeurtenissen

### Europa
- 791 Karel de Grote verslaat de Avaren. Hun woongebied, het huidige Neder-Oostenrijk, wordt ingelijfd bij zijn rijk en heet voortaan de Avaarse Mark.
- 795 : Karel de Grote creëert de Spaanse Mark, een bufferzone tussen de provincie Septimanië van het Frankische Koninkrijk en de Omajjaden van Andalusië.
- De Akense koningspalts wordt in opdracht van Karel de Grote gebouwd en in gebruik genomen als het voornaamste machtscentrum van het Karolingische Rijk.
- 792 : Slag bij Marcellae. De Byzantijnen worden verslagen door Bulgaren.
- Vanaf 789 maken de Vikingen de Engelse kust onveilig. In 793 plunderen ze het klooster Lindisfarne in het noordoosten van Engeland. Dit is de eerste van een serie aanvallen van Vikingen in de eeuwen die er op volgen.

### Japan
- 794 : Kioto wordt de nieuwe hoofdstad van Japan.

## Heersers

### Europa
- Asturië: Bermudo I (789-791), Alfons II (791-842)
- Bulgaren: Kardam (777-803)
- Byzantijnse Rijk: Constantijn VI (780-797), Irene (797-802)
- Engeland en Wales
  - Essex: Sigeric (758-798), Sigered (ca. 798-812/825)
  - Gwynedd: Caradog ap Meirion (ca. 754-798), Cynan ap Rhodri (ca. 798-816)
  - Kent: Eadberht Præn (796-798), Cuthred (798-807)
  - Mercia: Offa (757-796), Coenwulf (796-821)
  - Northumbria: Aethelred I (790-796), Osbald (796), Eardwulf (796-806)
  - Wessex: Beorhtric (786-802)
- Franken: Karel de Grote (768-814)
  - Aquitanië: Lodewijk de Vrome (781-?), Willem met de Hoorn (?-811)
  - Neustrië: Karel de Jongere (781-811)
  - Toulouse: Chorso (778-790), Willem met de Hoorn (790-806)
  - Vlaanderengouw: Liederik (792-836)
- Italië: Pepijn (781-810)
  - Benevento: Grimoald III (787-806)
  - Spoleto: Winiges (789-822)
- Omajjaden (Córdoba): Hisham I (788-796), al-Hakam I (796-822)
- Venetië (doge): Giovanni Galbaio (787-804)

### Azië
- Abbasiden (kalief van Bagdad): Haroen ar-Rashid (786-809)
- China (Tang): Dezong (779-805)
- India
  - Pallava: Nandivarman II (731-795), Dantivarman (795-846)
  - Rashtrakuta: Dhruva Dharavarsha (780-793), Govinda III (793-814)
- Japan: Kammu (781-806)
- Silla (Korea): Wonseong (785-798), Soseong (798-800)
- Tibet: Trisong Detsen (ca. 756-797, 798-800), Muné Tsenpo (ca. 797-798), Sadnaleg (ca. 798-800)

### Afrika
- Idrisiden (Marokko): Idris I (788-791), Idris II (791-828)
- Rustamiden (Algerije): Abd al-Wahhab (784-823)

### Religie
- paus: Adrianus I (772-795), Leo III (795-816)
- patriarch van Alexandrië (Grieks): Politianus (768-813)
- patriarch van Alexandrië (koptisch): Johannes IV (776-799), Marcus II (799-819)
- patriarch van Antiochië (Grieks): Theodorus (751-797), Johannes IV (797-810)
- patriarch van Antiochië (Syrisch): Josephus (790-792), Quryaqos van Takrit (793-817)
- patriarch van Constantinopel: Tarasius (784-806)
- imam (sjiieten): Moesa al-Kazim (765-799), Ali ar-Rida (799-818)

<< · 790 · 791 · 792 · 793 · 794 · 795 · 796 · 797 · 798 · 799 · >>
<< · 700-709 · 710-719 · 720-729 · 730-739 · 740-749 · 750-759 · 760-769 · 770-779 · 780-789 · 790-799 · >>